# إزرائيل إسكوبار
إزرائيل إسكوبار (بالإسبانية: Israel Escobar)‏ هو لاعب كرة قدم مكسيكي، ولد في 6 يناير 1993. لعب مع نادي تيكوس.

## وصلات خارجية
- إزرائيل إسكوبار على موقع قاعدة بيانات كرة القدم.إي يو (الإنجليزية)